# كيلي أودونيل (صحفية)
كيلي أودونيل (بالإنجليزية: Kelly O'Donnell)‏ هي صحفية ومذيعة أخبار أمريكية، ولدت في 17 مايو 1965 في كليفلاند في الولايات المتحدة.